# Temelucha mainensis
Temelucha mainensis là một loài tò vò trong họ Ichneumonidae.